# Pravni aspekti u računarstvu
Pravni aspekti u računarstvu se odnose na oblasti koje se međusobno prepliću – pravo i računarstvo. Prvobitno je nastalo pravo informacionih tehnologija (IT pravo). („IT pravo“ ne treba mešati sa IT aspektima prava, iako se bave sličnim temama.) IT pravo se sastoji od zakona,odredaba i propisa kojima se upravlja digitalnim informacijama i samim softverom, kao i pravnim aspektima informacionih tehnologija u širem smislu. IT pravo se prvenstveno odnosi na aspekte digitalnih informacija (uključujući i informacionu sigurnost i elektronsku trgovinu).
Sajber pravo ili Internet pravo je pojam koji se obuhvata pravna pitanja koja se odnose na korišćenje Interneta. Ono se odnosi na veći deo prava od intelektualne svojine i ugovornog prava, jer obuhvata mnoge oblasti prava i propisa. Neki od njih su privatnost, sloboda izražavanja, nadležnost.
Kompjutersko pravo je treći pojam koji se odnosi na i na Internet pravo, ali i na patente i aspekte autorskih prava kompjuterskih tehnologija i softvera.

## Oblasti prava
Ovde spada intelektualana svojina u celini, uključujući i autorska prava, pravila o korišćenju, kao i posebna pravila vezana za zaštitu od kopiranja digitalnih medija. Područje softverskih patenata je kontroverzno i još se razvija u Evropi i svetu. Softverske licence, ugovori o licenciranju krajnjih korisnika, besplatne softverske licence i licence otvorenog koda se suočavaju sa pitanjima intelektualne svojine, profesionalne odgovornosti programera, garancija, ugovornog prava i poslovnih tajni. U mnogim zemljama, oblasti računarstva i komunikacija su regulisana, često strogo, od strane vlade i njenih organa.
Postoje pravila o koriščenju kompjutera i kompjuterskih mreža, a to se posebno odnosi na pravila o neovlašćenom pristupu podacima, privatnosti i spamu. Takođe, postoje ograničenja za korišćenje enkripcije i opreme koja se može koristiti za razbijanje šema zaštite od kopiranja. Izvoz hardvera i softvera između pojedinih država se takođe kontroliše. Postoje zakoni koji regulišu trgovinu na Internetu, oporezivanje, zaštitu potrošača i reklamiranje. Takođe, postoje zakoni o cenzuri koji su u suprotnosti sa slobodom izražavanja, zakoni o pristupu informacijama od javnog značaja, kao i individualnom pristupu informacijama o vladi, koje su u posedu privatnih tela. Postoje i zakoni o tome koji podaci treba da se čuvaju u slučaju da zatrebaju organima reda, kao i o tome koji podaci ne mogu da se prikupljaju iz bezbednosnih razloga.
U određenim situacijama, i pod određenim nadležnostima, računarske komunikacije se mogu koristiti kao dokaz, i da se uspostave ugovori. Postoje mnogo različitih pravila o tome kako se nove metode prisluškivanja i nadzora, koje omogućavaju računari, mogu koristiti od strane organa reda, ali i kao dokaz na sudu. 
Kompjuterizovana tehnologija glasanja, od glasačkih mašina do glasanja putem Interneta i mobilnih telefona, takođe povlači niz pravnih pitanja. Neke države ograničavaju pristup Internetu, po zakonu, kao i tehničkim sredstvima.

## Nadležnost
Pitanja nadležnosti i suvereniteta su brzo došla do izražaja u eri Interneta. Nadležnost je aspekt državnog suvereniteta i odnosi se na sudske, zakonodavne i administrativne nadležnosti. Zakoni jedne nacije mogu imati međunardoni uticaj i tako proširiti svoju nadležnost izvan teritorijalnih granica i suverenita te nacije. Ovo je posebno problematično jer Internet ne prepoznaje teritorijalna ograničenja i suverenitet. Ne postoji jedinstven, međunarodni zakon univerzalne primene i takva pitanja su uglavnom stvar sukoba zakona, posebno na međunarodnom privatnom pravu. Na primer, sadržaj na jednom veb sajtu je legalan u jednoj zemlji, a ilegalan u drugoj. U odsustvu jedinstvenog zakona, pravnici se suočavaju sa pitanjem sukoba zakona.
Još jedan problem sajber prava je u tome da li Internet treba tretirati kao fizički prostor (i kao takav da podleže zakonima date nadležnosti), ili je Internet svet za sebe (i stoga ne podleže datim ograničenjima). Oni koji misle da je Internet svet za sebe smatraju da bi vlada trebalo da ostavi Internet zajednicu da se samo-reguliše. Džon Beri Parlou se obratio vladama sveta i rekao: „Gde postoje sukobi, gde postoji nepravda, mi ćemo je identifikovati i rešiti na naš način. Naša vlada će nastati u skladu sa uslovima našeg sveta, ne vašeg.“ Uravnoteženija alternativa je Deklaracija o sajber-secesiji: “Ljudska bića poseduju um, koji mogu da u potpunosti koriste bez ikakvih ograničenja. Ljudska civilizacija razvija sopstveni (kolektivni) um. Sve što želimo je da ga koristimo bez ikakvih pravnih ograničenja. Pošto ste vi činite sve da budete sigurni da vam ne možemo nauditi, nemata etičkih prava da nam se mešate u živote. Zato prestanite da to radite!” Drugi stručnjaci se zalažu za kompromisno rešenje između dva pojma, kao što je argument Lorensa Lesiga: “Zadatak prava je da reši kako da se primenjuju norme dve zajednice, s obzirom na to da se subjekt može nalaziti na oba mesta istovremeno.”
Sa internacionalizacijom Interneta, nadležnost je mnogo složenije područje nego pre i sudovi u različitim zemljama imaju drugačije poglede na to da li imaju  adležnost nad stvarima koje se postavljaju na Internetu, ili poslovnim sporuzumima koji se sklapaju onlajn. Ovo se odnosi na oblasti obligacionog prava, rgovinskih standarda i poreza, neovlašćenog pristupa podacima, privatnosti podataka, spamovanja, ali i oblasti slobode govora, cenzure, klevete.

## Internet pravo
Digitalni potpis: postojanje jedinstvenog i zaštićenog digitalnog potpisa glavni je preduslov za dobru autentikaciju korisnika Interneta, što je od velikog značaja pre svega za elektronsko poštovanje, ali i zakonodavstvo. 
Prava radnika: Internet je doveo do novih radnih mesta koja, zbog svog profila, odstupaju od konvencionalnih odlika tipa radnog vremena, opisa posla, stresa, kontrole radnika i drugo. 
Privatnost i zaštita podataka: jedna od najkontroverznijih tema kojom se naširoko bave brojne nevladine organizacije, traži kompromis između sigurnosti, pre svega državne, i osnovnog ljudskog prava na privatnost. Gde je granica državne kontrole ličnih prepiski, da li šefovi imaju pravo da kontrolišu kompletan sadržaj na disku radnika, da li Internet provajderi i onlajn prodavnice imaju pravo/obavezu da čuvaju spiskove kupaca i kupljenih artikala, kome su dužni da ih pokažu i u kojim situacijama.

## Sajber kriminal

### Neautorizovan pristup i hakovanje
Pristup podrazumeva mogućnost ulaska u sistem, davanja instrukcija i komuniciranje sa logičkim, aritmetičkim i memorijskim resursima računara, kompjuterskog sistema ili računarske mreže. Neovlašćen pristup bi u tom smislu predstavljao svaku vrstu pristupa bez odgovarajućeg odobrenja ili dozvole od strane vlasnika ili administratora računara ili računarske mreže. Haking, pored neovlašćenog ulaska u kompjuterske sisteme i mreže, često obuhvata i uništenje podataka ili kompjutersku špijunažu (kao što je to slučaj sa upadima na veb sajtove i uništenje ili „prepravljanje” podataka na njima ili haking i trgovina lozinkama).
Izmena kompjuterskih podataka i programa uključuje i “lansiranje” kompjuterskih crva i virusa što je najčešće praćeno zaustavljanjem rada kompjuterskog sistema, uništenjem podataka. U mrežama crvi i virusi se u većini slučajeva “razmenjuju” elektronskom poštom, a ne retko to čine i hakeri prlikom neovlašćenog pristupa.
Ponekad hakeri svoje aktivnosti usmeravaju u pravcu ostvarivanja direktne finansijske koristi kao što je krađa podataka o kreditnoj kartici, transferisanje novca sa različitih bankarskih računa na jedan odredišni koji je u njihovom vlasništvu i sl. Hakovanjem web servera preuzima se kontrola nad web sajtom originalnog vlasnika što je poznato pod nazivom web hijacking.
Trojanski konji predstavljaju vrstu malicioznog softvera koji se predstavlja kao svaki drugi korisnički program (npr. startme.exe), a u stvari je drugačije. Trojanci imaju dve strane: serversku i klijentsku stranu. Kada korisnik računara, neznajući aktivira serversku stranu na svojoj mašini, napadač aktivira klijenta kako bi se konektovao na serverrsku stranu i počinje da koristi trojanca.
Program koji ima mogućnost da zarazi druge programe i replicira sebe samog i proširi se na druge programe se naziva virus. Računarski virus se obično sastoji od dva dela. 
- Prvi deo je kod koji omogućava razmnožavanje virusa
- Drugi deo je korisni teret (payload) koji može biti bezopasan ili opasan.

Maliciozni programi koji se repliciraju kao virusi, ali se prenose sa računara na računar se zovu crvi. Crvi otežavaju rad mreže, a mogu oštetiti podatke i kompromitovati sigurnost računara.

### Falsifikovanje
Primenom sofisticirane tehnologije, falsifikovanje novčanica, vrednosnih pisama i markica i ostalih vrednosnih dokumenata je postalo neuporedivo lakše. Naravno, uporedo sa razvojem tehnologije rastu i mogućnosti za primenu različitih mehanizama zaštite
U vezi sa falsifikovanjem, interesantno je navesti primer falsifikovanja platnih kartica, koji u kombinaciji sa krađom poverljivih kreditnih informacija korisnika sa kreditnih kartica, predstavlja jednu od najzastupljenijih vrsta zloupotreba na Internetu – zloupotreba kreditnih kartica, O mehanizmima kojima se kriminlaci služe kako bi falsifikovali kreditne kartice, detaljno ćemo pričati u delu zloupotrebe kreditnih kartica kao vrste kriminalnih aktivnosti.

### Krađa identiteta
Ova vrsta zloupotrebe je definitivno jedna od najzastupljenijih, kako u online, tako i u offline okruženju. Ono što je za nju karakteristično je činjenica da različite vrste drugih oblika kriminalnih aktivnosti koje se dovode u vezu sa sajber kriminalom, u osnovi imaju krađu identiteta kao polaznu tačku za izvršavanje kriminalnih dela (zloupotreba kreditnih kartica, phishing, card skimming i sl). 
Krađa identiteta se definiše kao proces korišćenja tuđih ličnih podataka sa ciljem ostavrivanja direktne koristi za sebe. Procenjuje se da je samo u SAD tokom 2009. godine oko 10 miliona ljudi bilo žrtva neke forme krađe identitea. Statistika pokazuje da se 71% zloupotreba koje se baziraju na krađi identiteta dešava u roku od nedelju dana od dana krađe ličnih informacija.